# امی داگان
امی داگان (انگلیسی: Amy Duggan؛ زادهٔ ۱۱ ژوئن ۱۹۷۹) بازیکن فوتبال اهل استرالیا است.

وی همچنین در تیم ملی فوتبال زنان استرالیا بازی کرده‌است.